# James Dean (Astronom)
James Dean (* 26. November 1776 in Windsor, heutiges Vermont; † 20. Januar 1849 in Burlington) war ein US-amerikanischer Astronom sowie Professor für Astronomie und Mathematik.

## Leben
Dean machte seinen Abschluss am Dartmouth College im Jahre 1800.  Von 1809 bis 1814 und von 1822 bis 1824 war er Professor für Mathematik und Naturphilosophie an der Universität Vermont. 1811 wurde er in die American Academy of Arts and Sciences gewählt. 
1832 sandte er an Daniel Webster, den Vorsitzenden eines Senatsausschusses zur Frage der Zuteilung der  Sitze des Repräsentantenhauses an die Unionsstaaten, einen Vorschlag des heutzutage nach ihm benannten Divisorverfahrens mit harmonischer Rundung (siehe Dean-Verfahren).